# Волейбол на летних юношеских Олимпийских играх 2010 — юноши
Соревнования по волейболу среди юношей на I летних юношеских Олимпийских играх проходили с 21 по 26 августа 2010 года с участием шести команд.

## Квалификация
| Турнир                               | Дата                         | Место проведения           | Места | Команды   |
| ------------------------------------ | ---------------------------- | -------------------------- | ----- | --------- |
| Чемпионат мира среди юношей          | 28 августа — 6 сентября 2009 | Езоло, Бассано-дель-Граппа | 1     | Сербия    |
| Чемпионат Южной Америки среди юношей | 2009                         | Посус-ди-Калдас            | 1     | Аргентина |
| Чемпионат Европы среди юношей        | 4—9 апреля 2009              | Роттердам                  | 1     | Россия    |
| Азиатский квалификационный турнир    | 13—21 мая 2010               | Тегеран                    | 1     | Иран      |
| Квалификационный турнир NORCECA      | 4—12 апреля 2010             | Гвадалахара                | 1     | Куба      |
| Африканский квалификационный турнир  | 5—7 марта 2010               | Дурбан                     | 1     | ДР Конго  |

## Соревнование

### Группа A
|             | Очки | Матчи | Матчи | Матчи | Мячи | Мячи | Мячи  | Сеты | Сеты | Сеты  |
| И           | Очки | В     | П     | В     | П    | В:П  | В     | П    | В:П  |       |
| ----------- | ---- | ----- | ----- | ----- | ---- | ---- | ----- | ---- | ---- | ----- |
| 1. Россия   | 4    | 2     | 2     | 0     | 150  | 99   | 1,515 | 6    | 0    | max   |
| 2. Сербия   | 3    | 2     | 1     | 1     | 146  | 154  | 0,948 | 3    | 4    | 0,750 |
| 3. ДР Конго | 2    | 2     | 0     | 2     | 129  | 172  | 0,750 | 1    | 6    | 0,167 |

| Дата  | Матч              | Счёт | Сеты  | Сеты  | Сеты  | Сеты  | Сеты | Отчёт |
| Дата  | Матч              | Счёт | 1     | 2     | 3     | 4     | 5    | Отчёт |
| ----- | ----------------- | ---- | ----- | ----- | ----- | ----- | ---- | ----- |
| 21.08 | Сербия — ДР Конго | 3:1  | 25:15 | 25:18 | 22:25 | 25:21 |      | P2    |
| 22.08 | Сербия — Россия   | 0:3  | 17:25 | 20:25 | 12:25 |       |      | P2    |
| 23.08 | ДР Конго — Россия | 0:3  | 22:25 | 15:25 | 13:25 |       |      | P2    |

### Группа B
|              | Очки | Матчи | Матчи | Матчи | Мячи | Мячи | Мячи  | Сеты | Сеты | Сеты  |
| И            | Очки | В     | П     | В     | П    | В:П  | В     | П    | В:П  |       |
| ------------ | ---- | ----- | ----- | ----- | ---- | ---- | ----- | ---- | ---- | ----- |
| 1. Куба      | 4    | 2     | 2     | 0     | 171  | 56   | 1,096 | 6    | 1    | 6,000 |
| 2. Аргентина | 3    | 2     | 1     | 1     | 147  | 123  | 1,195 | 3    | 3    | 1,000 |
| 3. Иран      | 2    | 2     | 0     | 2     | 136  | 175  | 0,777 | 1    | 6    | 0,167 |

| Дата  | Матч             | Счёт | Сеты  | Сеты  | Сеты  | Сеты  | Сеты | Отчёт |
| Дата  | Матч             | Счёт | 1     | 2     | 3     | 4     | 5    | Отчёт |
| ----- | ---------------- | ---- | ----- | ----- | ----- | ----- | ---- | ----- |
| 21.08 | Аргентина — Иран | 3:0  | 25:12 | 25:9  | 29:27 |       |      | P2    |
| 22.08 | Аргентина — Куба | 0:3  | 22:25 | 23:25 | 23:25 |       |      | P2    |
| 23.08 | Иран — Куба      | 1:3  | 25:21 | 22:25 | 19:25 | 22:25 |      | P2    |

### Полуфиналы
| Дата  | Матч               | Счёт | Сеты  | Сеты  | Сеты  | Сеты | Сеты | Отчёт |
| Дата  | Матч               | Счёт | 1     | 2     | 3     | 4    | 5    | Отчёт |
| ----- | ------------------ | ---- | ----- | ----- | ----- | ---- | ---- | ----- |
| 24.08 | Россия — Аргентина | 0:3  | 10:25 | 16:25 | 19:25 |      |      | P2    |
| 24.08 | Куба — Сербия      | 3:0  | 25:22 | 25:19 | 25:22 |      |      | P2    |

### Матч за 5-е место
| Дата  | Матч            | Счёт | Сеты | Сеты  | Сеты  | Сеты | Сеты | Отчёт |
| Дата  | Матч            | Счёт | 1    | 2     | 3     | 4    | 5    | Отчёт |
| ----- | --------------- | ---- | ---- | ----- | ----- | ---- | ---- | ----- |
| 25.08 | ДР Конго — Иран | 0:3  | 9:25 | 15:25 | 17:25 |      |      | P2    |

### Матч за 3-е место
| Дата  | Матч            | Счёт | Сеты  | Сеты  | Сеты  | Сеты | Сеты | Отчёт |
| Дата  | Матч            | Счёт | 1     | 2     | 3     | 4    | 5    | Отчёт |
| ----- | --------------- | ---- | ----- | ----- | ----- | ---- | ---- | ----- |
| 25.08 | Россия — Сербия | 3:0  | 25:17 | 25:17 | 25:15 |      |      | P2    |

### Финал
| Дата  | Матч             | Счёт | Сеты  | Сеты  | Сеты  | Сеты  | Сеты | Отчёт |
| Дата  | Матч             | Счёт | 1     | 2     | 3     | 4     | 5    | Отчёт |
| ----- | ---------------- | ---- | ----- | ----- | ----- | ----- | ---- | ----- |
| 26.08 | Аргентина — Куба | 1:3  | 23:25 | 21:25 | 25:17 | 20:25 |      | P2    |

## Призёры
| Золото | Серебро | Бронза |
| Куба Дарьель Альбо Карлос Араухо Дубьель Гальярдо* Йондер Гарсия Алехандро Гонсалес Юлиан Дуран Даниэль Жене* Альфонсо Ламадрид Вильфредо Леон Хуан Леон Нельсон Лойола Яссель Пердомо Тренер — Родольфо Санчес | Аргентина Андрес Байнотти* Марсело Вака* Дамьян Виллальба Лусиано Верасио Марко Кальдерини* Гонсало Кирога Гонсало Лапера Мауро Льянос Федерико Мартина Эстебан Мартинес Николас Мендес Мариано Монсон* Рамиро Нуньес Эсекьель Паласиос Хуан Пабло Перес* Леонардо Пласа Иван Постемский* Томас Руис Эсекьель Уриарте* Тренер — Хуан Сичелло | Россия Никита Алексеев* Богдан Гливенко Валентин Голубев Николай Даниленко* Вадим Золотухин Михаил Кокошин* Иван Комаров Максим Куликов Владимир Манеров Филипп Мокиевский Илья Никитин Константин Осипов Виталий Папазов* Дмитрий Солодилин Алексей Тертышников Владимир Чивель* Александр Щурин Тренер — Андрей Кукушкин |

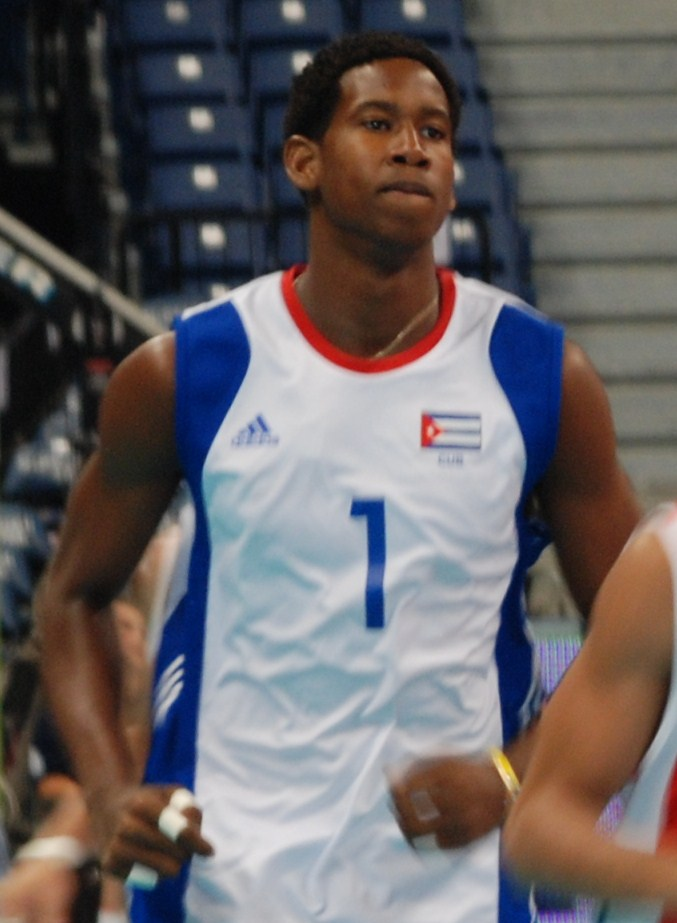
Кубинец Вильфредо Леон в финальном матче против сборной Аргентины был неудержим — он принёс своей команде 35 очков

4.  Сербия: Стефан Барна*, Алекса Брджович, Стефан Владиславлев, Иван Главинич, Стефан Джурич*, Марко Дробняк*, Никола Живанович, Синиша Заркович , Лазарь Илинчич*, Раско Йованович, Милан Катич, Борис Мартинович, Радован Меденица*, Александар Околич*, Димитрие Пантич, Душан Петкович*, Чедомир Станкович, Филип Стойлович, Александар Филипович. Тренер — Милан Джуричич.
5.  Иран: Мууд Агапур, Бабак Амири, Шахаб Ахмади, Моджтаба Бархан*, Аболфазл Голипур*, Али Данешпур, Саяд Дехнави*, Фарамарз Зариф, Ата Зераатгар, Алиреза Наср Эсфахани, Али Нудузпур, Армин Садегьяни*, Сейед Пейман Фазели*, Мейсам Фариди, Пурья Фаязи*, Рамин Хани , Камал Хорейши, Джавад Хоссейнабади. Тренер — Насер Шахнази.
6.  ДР Конго: Усман Бадийя, Реажен Бофари*, Джо Инжинда, Теодор Йянго*, Гелор Кадима, Максим Казади , Дидье Китоко*, Маглуар Майяюла, Эмиль Манижера*, Сальва Мбюйи Банза, Патрик Мизано, Дарби Мисьйо Анго, Франсис Мужани, Жоэль Нгетеке*, Патрик Чибанжу, Чичи Чиденде, Родриг Чиканда*, Янник Шеша Калонда. Тренер — Жан-Клод Кинсама Эанга.
* — Вошли в расширенную заявку